# O Rock Errou
O Rock Errou é o segundo álbum de estúdio solo do cantor e compositor brasileiro  Lobão, lançado em 1986 pela RCA Victor.  "Revanche" foi a canção que mais fez sucesso. Na Faixa "A voz da razão", tem a participação de Elza Soares. No ano do lançamento Lobão foi preso por porte de drogas.

## Faixas
| N.º            | Título                                   | Compositor(es)                                                      | Duração |  |
| 1.             | "Abertura (Instrumental)"                | João Baptista/Jurim Moreira/Lobão/Torcuato Mariano                  | 1:23    |  |
| 2.             | "O Rock Errou"                           | Lobão/Bernardo Vilhena                                              | 3:42    |  |
| 3.             | "A Voz da Razão"                         | Lobão/Bernardo Vilhena                                              | 2:39    |  |
| 4.             | "Baby Lonest"                            | Lobão/Cazuza/Ledusha                                                | 3:46    |  |
| 5.             | "Spray Jet"                              | Lobão/Bernardo Vilhena                                              | 3:11    |  |
| 6.             | "Moonlight Paránoia (Seasons of Wither)" | Joe Perry/Steven Tyler/Versão: Lobão/Bernardo Vilhena/Júlio Barroso | 4:35    |  |
| 7.             | "Revanche"                               | Lobão/Bernardo Vilhena                                              | 4:57    |  |
| 8.             | "Noite e Dia"                            | Lobão/Júlio Barroso                                                 | 3:14    |  |
| 9.             | "Canos Silenciosos"                      | Lobão                                                               | 3:22    |  |
| 10.            | "Glória (Junkie Bacana)"                 | Lobão/Cazuza                                                        | 2:48    |  |
| 11.            | "Click"                                  | Lobão/Bernardo Vilhena                                              | 3:20    |  |
| Duração total: | Duração total:                           | Duração total:                                                      | 36:57   |  |

## Músicos
- Lobão: Vocal, Guitarra
- Mariano Martinez: Guitarra e Teclados
- Torcuato Mariano: Guitarra
- Jurim Moreira: Bateria
- João Batista: Baixo
- Elza Soares: Vocal na faixa "A Voz da Razão"
- Daniele Daumerie: Vocal na faixa "Moonlight Paranóia"